# ランテック

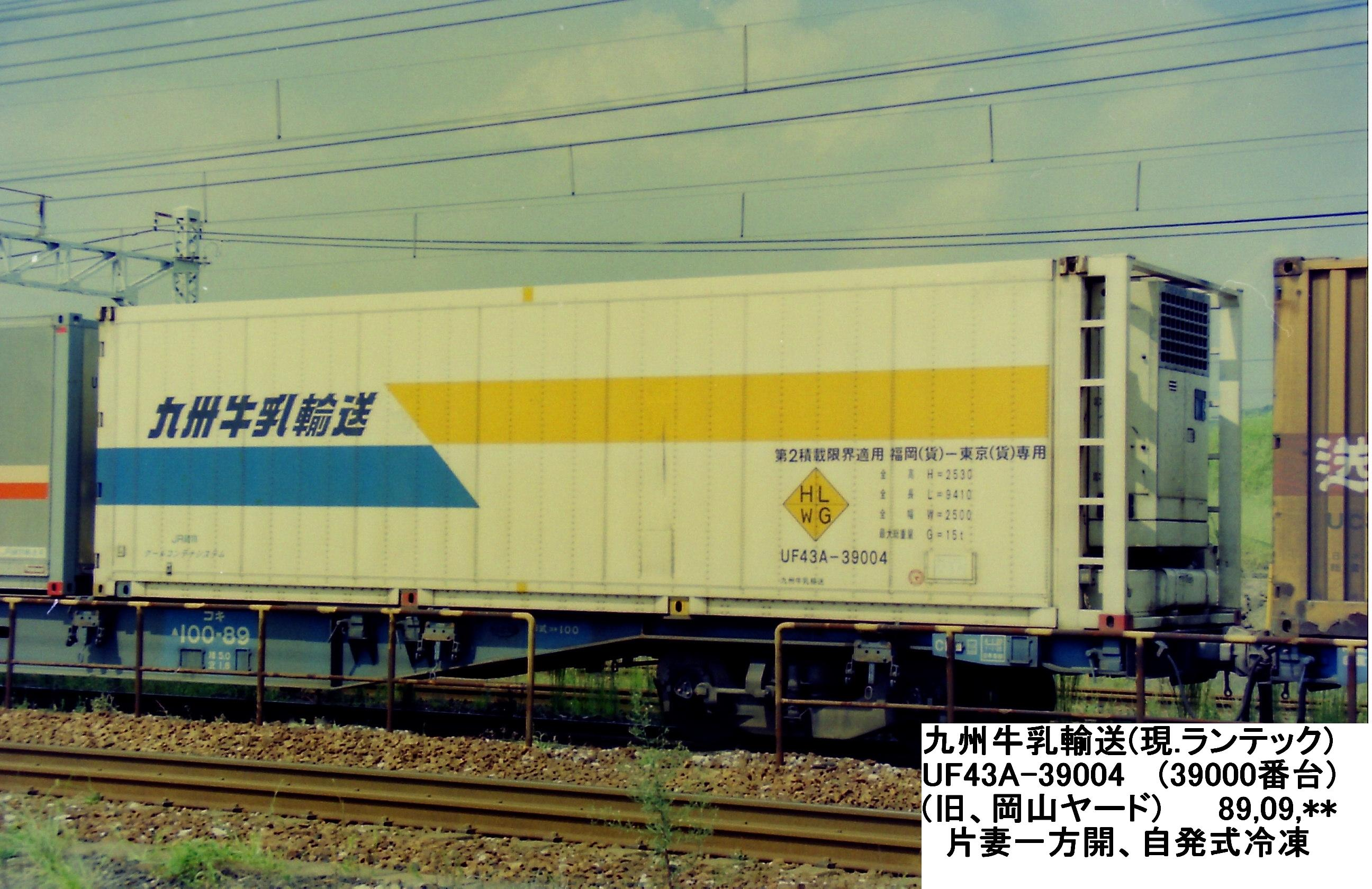
模型の特別限定商品にも採用された、31ft型制度開始直後の姿。
九州牛乳輸送時代の企業カラー。
（旧、国鉄岡山ヤード跡地にて、1989年9月1日撮影）

株式会社ランテックは、福岡県福岡市博多区古門戸町に本社を置く定温物流に特化した総合物流企業。

## 概要
社名の「走る(Running)+技術(Technology)」に表されるように、昨今の冷凍・冷蔵輸送車輌に関して自社開発・共同開発した技術・商品が数多く、業界のパイオニア的存在である。

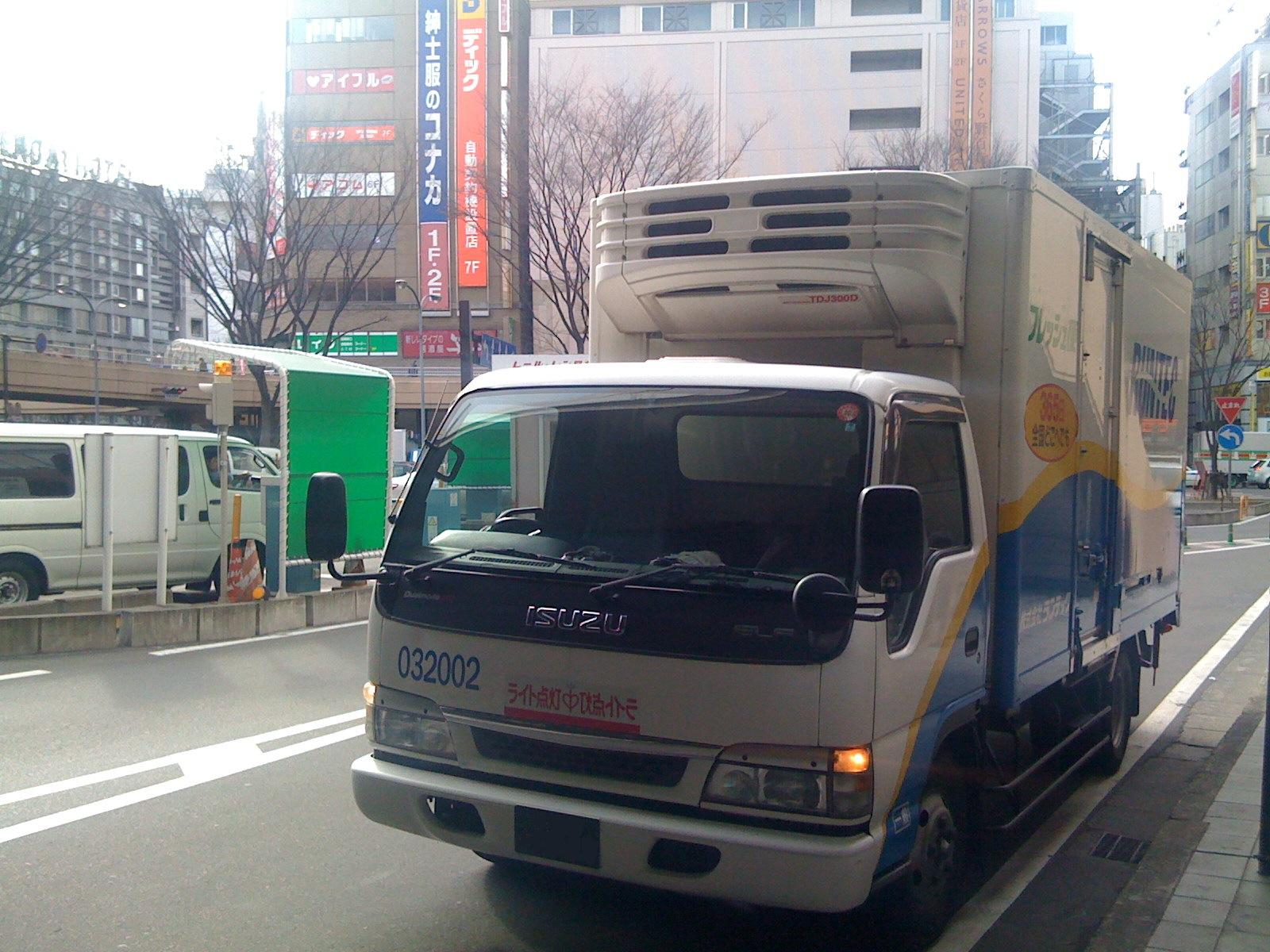
ランテックの冷凍車（いすゞ・エルフ）
キャブ上部に張り出しているものが『前出しエバポレーター』である。

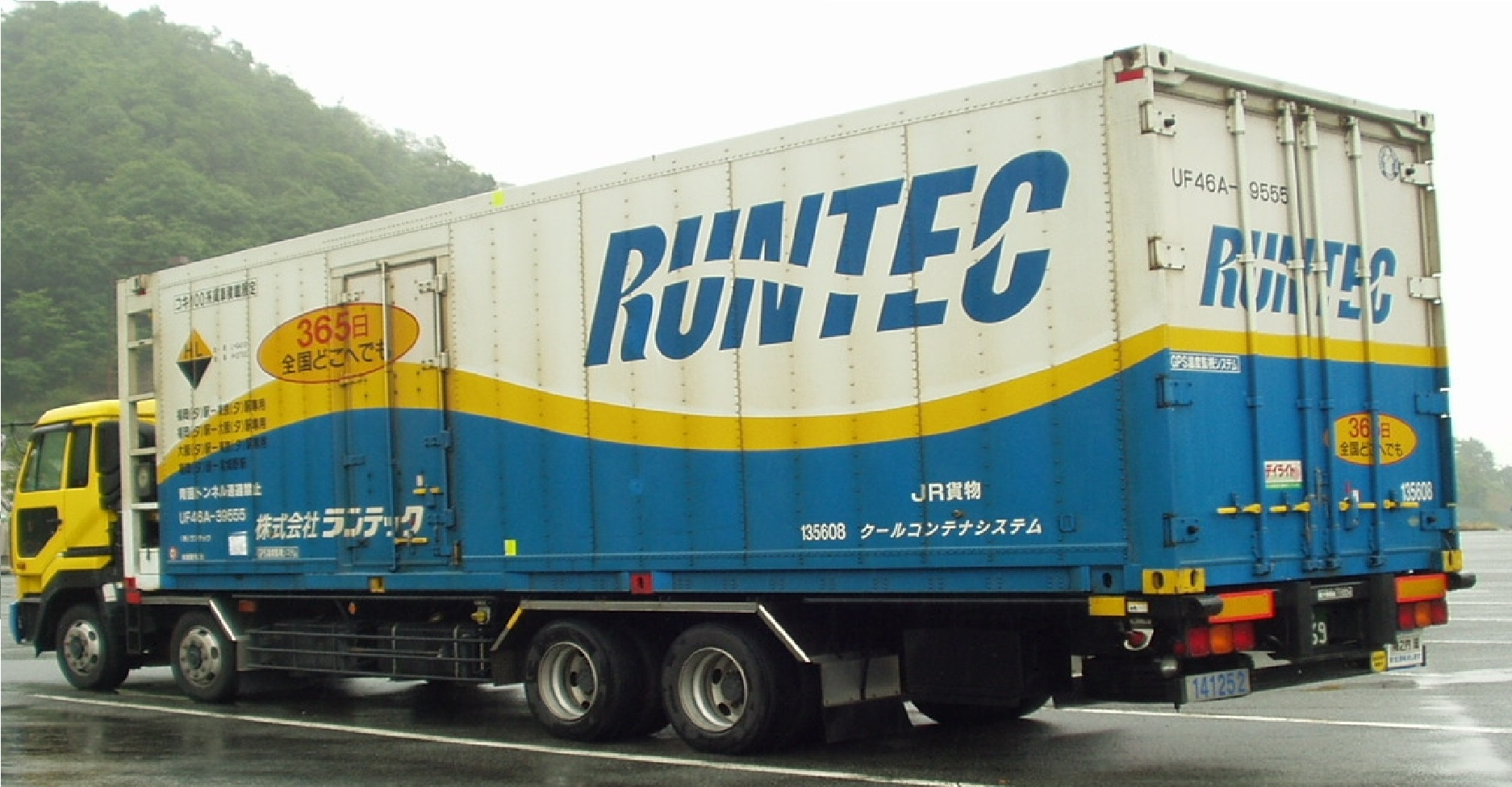
ランテックの専用トラックで輸送される、UF46A-39500～番台の39555番。
サイドドア付きで、室内が二層式に分かれている。
（兵庫県／龍野市内にて、2005年7月3日撮影）

エコレールマーク協賛企業の一社である。

## 技術開発
1979年に矢野特殊自動車と開発した「前出しエバポレーター」が代表的である。当時、冷凍車といえばコンテナ内にエバポレーター（冷気の吹き出し部）が張り出しているものだったが、この形態は積載容量が減少するためコンテナ外に設置したものを開発した。2年後には特許を取得したが「特許を申請したのはお客様に当社が技術開発に取り組んでいる事を分かっていただきたかったから」として創業社長が他社の使用を容認している。
1970年代 - 1980年代は、熊本産・宮崎産の原乳輸送を主として、トレーラーによるのいわゆる「ミルクローリー」仕様での輸送が主流であった。また、少数ながら20フィート級の内航用タンクコンテナや冷蔵コンテナをトレーラーシャーシーに載せて、宮崎港からは主に関東へ、旧小倉港からは当時直行便のあった北海道へ「九州産牛乳」として、フェリーにより直送していた。
しかし1989年からはトラック輸送から鉄道輸送へのモーダルシフトの転換を進めており、矢野特殊自動車と共同開発した国内最大の31フィート型コンテナを180基保有し、現在では全幹線輸送量の1/3をコンテナ輸送へ転換している。
まだ冷凍・冷蔵輸送が拠点間の大量輸送だった時代に小口輸送に着目し、1983年に登場させたが「フレッシュ便」（冷凍・冷蔵小口輸送システム）である。近年では「365日年中無休運行」「AM配送」など、更なるサービス向上に取り組んでおり、保管から配送まで定温物流サービスをトータルで提供するために、定温物流センターの新設も積極的に行うとしている。

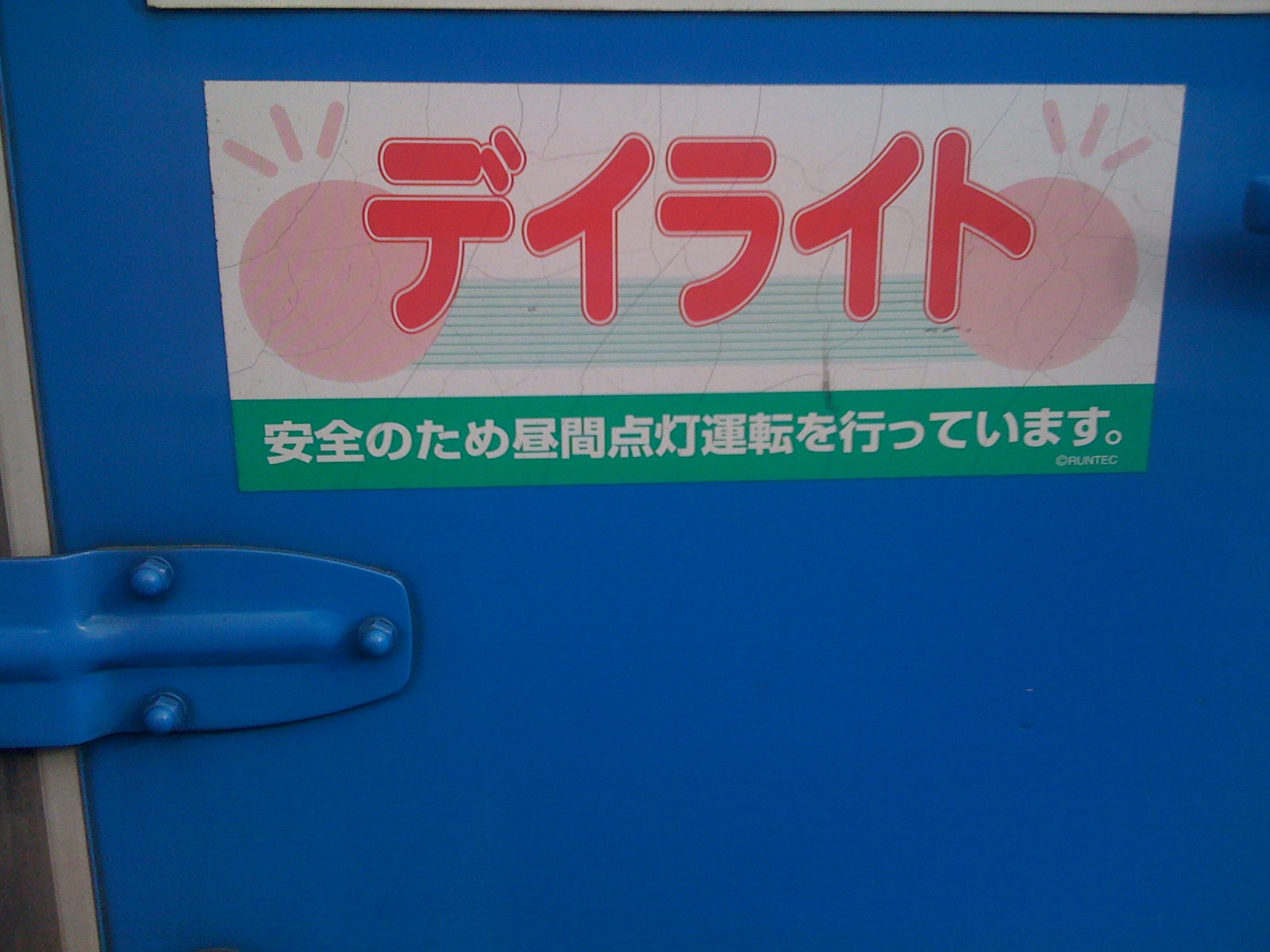
ランテックの冷凍車後部の「デイライト」ステッカー

このほか、貨物自動車の昼間点灯を日本で本格的に開始した会社の一つであり、全国規模・車種制限なしではランテックが初であり、デイライトと名づけたのも同社である。また近年は運送会社に限らずとも多くの会社が車輌に運転手名を表示しているが、これも1990年頃から同社が始めた取り組みである。

## 沿革
- 1953年（昭和28年）- 森永醸造株式会社（現・福徳長酒類）製品輸送のため、荒木運送店を開業。
- 1961年（昭和36年）- 九州牛乳輸送株式会社へ社名変更。
- 1967年（昭和42年）- 福岡県久留米市上津町に本社移転。
- 1983年（昭和58年）- フレッシュ便（冷凍冷蔵小口混載便）開始。
- 1988年（昭和63年）- 福岡 - 東京間で鉄道輸送開始（現在は札幌 - 鹿児島まで運用）。
- 1991年（平成3年）- 株式会社ランテックへ社名変更、CI導入。
- 1994年（平成6年）- 「フレッシュ便」を商標登録（第3012301）。
- 1996年（平成8年）- 福岡市博多区古門戸町に本社移転。
- 1999年（平成11年）- フレッシュ便、年中無休365日運行開始。
- 2000年（平成12年）- 広島支店においてISO9002取得。
- 2001年（平成13年）- 私有JRコンテナにGPS動態監視システム導入開始。
- 2002年（平成14年）- デイライト運転開始。
- 2005年（平成17年）- 安全性優良事業所認定（仙台支店・京浜支店・滋賀支店・岡山センター・福岡支店・二日市支店・久留米支店）。
- 2006年（平成18年）- 安全性優良事業所認定（埼玉支店・広島支店・熊本支店・南九州支店・鹿児島支店）。
- 2014年（平成26年）- センコー株式会社と資本業務提携契約を結び、同社の連結子会社となる。

## 車両・コンテナ

### トラック

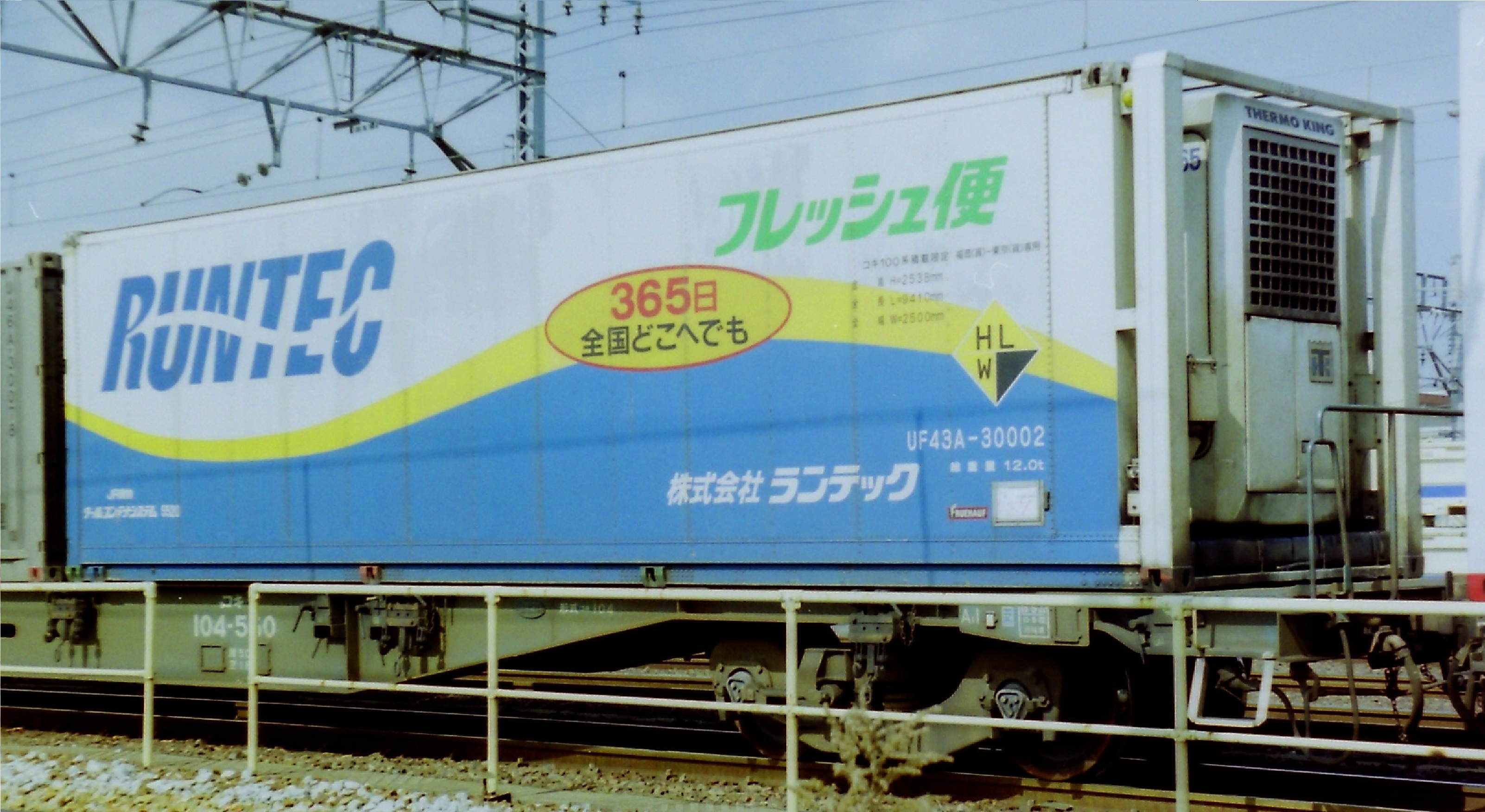
UF43A-30002
「フレッシュ便」表記の珍しい事例。
（岡山／旧西岡山駅にて、2001年3月4日撮影）

- 社名変更後の車輌は基本的には6トン車以下の車輌はキャビンが白色、8トン車以上は黄色である。
- カラーリングに関してトラックとJRコンテナで大きく違う所が有り、ほとんどのJRコンテナには「フレッシュ便」と書かれていない。
- タンクローリ車・JRコンテナ輸送車（同社では「緊締車」〈きんていしゃ〉と呼んでいる）以外は全て冷凍機付きである。
- 大型車輌はサイドブレーキを解除する事によって自動的にヘッドライトが点灯する装置が装着されていた時期もあったが2010年頃から廃止され、全て取り外された。
- 2017年からは車輌の側面後方と後扉に[センコーグループ]の文字が加えられた。

### コンテナ
- ランテックが所有するコンテナはデリケートな物品を扱うため、床下から伝わる振動を軽減させる免震構造となっている[2]。

- 「ロボットコンテナ」と称する遠隔通信システムによる温度変化などの監視機能を全てのコンテナに装備しており、冷凍機の故障による被害を防いでいる[2]。

## スポンサー活動
- プロゴルファー三ケ島かな：父がランテックの従業員であったことからスポンサーとなる[3]

## 関連会社
- 北日本運輸株式会社